# 長岡康史
長岡康史（1959年—），日本動畫師、動畫演出家、導演。之前隸屬於Studio X。出身於北海道。

## 參加作品

### 電視動畫
- 哆啦A夢（動畫）
- 六神合體（原畫）
- 鲁邦三世（TV第3期、劇場版、TV特別版：原畫）
- 勇者鬥惡龍 達伊的大冒險（人物設計）
- （人物設計、作畫監督）
- 裝甲拯救隊（演出）
- 超電動機械人 鐵人28號FX（演出）
- 機械巨神 地球靜止之日（原畫）
- 魔法騎士（演出）
- 新·甜心战士（導演）
- （導演）
- （演出）
- 星界的纹章（導演）
- 星界的戰旗（導演）
- 神魂合體（導演、脚本、分鏡、演出、原畫）
- 星界死者之书（總監督、系列構成）
- 超級機器人大戰OG -The Inspector-（分鏡、原畫）

### 成人遊戲
- YU-NO 在這世界盡頭詠唱愛的少女（人物設計、原畫）

## 註解
1. ↑  2005年解散，許多原來的職員都以自由接案者在業界活躍。

## 外部連結
- （日語） 長岡　康史，Studio X的介紹頁面。